# Crimson (álbum de Edge of Sanity)
Crimson es el quinto álbum de la banda sueca de death metal Edge of Sanity, publicado en 1996 por Black Mark Productions. Crimson es un álbum conceptual que consiste en una única canción de cuarenta minutos que cuenta una historia en un futuro lejano en el que la raza humana no puede procrear, y es el álbum más aclamado por la crítica de la banda sueca. Crimson II, su continuación, salió a la venta en 2003.

## Argumento
Crimson cuenta la historia de un mundo en el que los seres humanos no pueden reproducirse. En estos tiempos nace una niña del Rey y la Reina de la Tierra desolada. La Reina muere en el parto, y el Rey tiene que gobernar la Tierra y criar a su hija en solitario. El pueblo cree que el nacimiento de la niña es una señal de que Dios les devolvería la habilidad de reproducirse, pero la niña crece y se convierte en una adolescente y la humanidad sigue estéril. Al poco, el Rey muere y se origina una guerra de sucesión a su trono.
El nuevo Rey sofoca las rebeliones ante su tiranía, lo que le granjea el odio del pueblo. Finalmente acaban persuadiendo a la hija del Rey muerto para que derroque al nuevo Rey. Al elaborar el plan, las fuerzas del mal la seducen, aceptando poderes mágicos como recompensa por aceptar ser súbdita de un Maestro. Ella asesina al Rey tirano fácilmente y se alza con el poder. El pueblo espera con obsesión su reinado, pues se pensaba que al restaurar al gobernante legítimo se le otorgaría a la humanidad la habilidad de concebir. Pero la Reina desobedece a su pueblo y asesina a los más viejos, a quienes la gente había conservado por su sabiduría. A causa de esto, un grupo de rebeldes se reúne para derrocarla. El grupo rebelde averigua un modo de neutralizar su poder cegándola, y la meten en un tanque con el mismo fluido carmesí (crimson significa "carmesí" en inglés) en el que conservaban a los ancianos sabios.

## Lista de canciones
1. «Crimson»  – 40:00
2. «Murder Divided» (canción extra en Japón)

## Créditos
- Andreas Axelsson − guitarra
- Benny Larsson − batería
- Anders Lindberg − bajo
- Sami Nerberg − guitarra
- Dan Swanö - guitarra rítmica, guitarra acústica, teclados y voz

### Invitados
- Anders Måreby − violonchelo
- Mikael Åkerfeldt − guitarra y voces guturales